# Parti socialiste du Canada
Le Parti socialiste du Canada (en anglais : Socialist Party of Canada) est un parti politique marxiste (tendance dite impossibiliste refusant le réformisme) fondé en 1904-1905 par fusion de la Canadian Socialist League et du Parti socialiste de la Colombie-Britannique. Le P.S.C., qui n'a jamais été affilié à la IIe Internationale, a eu plusieurs élus en Colombie-britannique avant la première guerre mondiale mais décline après l'échec de la grève générale de 1919. Il n'a pas présenté de candidat aux élections fédérales depuis 1961 et est associé au Parti socialiste de Grande-Bretagne dans le Mouvement socialiste mondial (en anglais World Socialist Movement). Essentiellement anglophone, il a lancé en 1973 un bulletin en français : Socialisme mondial.